# Hypnale
Hypnale is een geslacht van slangen uit de familie adders (Viperidae) en de onderfamilie groefkopadders (Crotalinae).

## Naam en indeling
Er zijn drie soorten, de wetenschappelijke naam van de groep werd voor het eerst voorgesteld door Leopold Fitzinger in 1843. De slangen werden eerder aan andere geslachten toegekend, zoals Cophias en Trigonocephalus.

## Verspreidingsgebied
De slangen komen voor in delen van Azië en leven in de landen Sri Lanka en India.

## Beschermingsstatus
Door de internationale natuurbeschermingsorganisatie IUCN is aan één soort een beschermingsstatus toegewezen. Hypnale nepa wordt beschouwd als 'veilig' (Least Concern of LC).

## Soorten
Het geslacht omvat de volgende soorten, met de auteur en het verspreidingsgebied.
| Naam            | Auteur         | Verspreidingsgebied |
| --------------- | -------------- | ------------------- |
| Hypnale hypnale | Merrem, 1820   | Sri Lanka, India    |
| Hypnale nepa    | Laurenti, 1768 | Sri Lanka           |
| Hypnale zara    | Gray, 1849     | Sri Lanka           |